# Hans Lion
Hans Lion (Vienna, 11 maggio 1904 – Londra, 8 agosto 1969) è stato uno schermidore austriaco, vincitore di una medaglia d'argento e due di bronzo ai Campionati Internazionali di scherma.